# Agenzia per la sicurezza nucleare
L'Agenzia per la sicurezza nucleare è stata, dal 2009 al 2011, l'autorità italiana per la regolamentazione tecnica, il controllo e l'autorizzazione ai fini della sicurezza (compresa la protezione dalle radiazioni) di tutte le fasi legate alla realizzazione e gestione delle centrali nucleari e alla gestione delle scorie radioattive. Voluta dal governo Berlusconi IV, non ha avuto alcuna operatività concreta ed è stata abolita dal governo Monti.

## Costituzione

### Legge istitutiva e Statuto
L'Agenzia è stata istituita dal governo Berlusconi IV con l'articolo 29 della legge 23 luglio 2009, n. 99 entrata in vigore il 15 agosto 2009.
Ai sensi del comma 15 del suddetto articolo, il suo Statuto è stato approvato con decreto del presidente del Consiglio dei ministri del 27 aprile 2010 pubblicato sulla Gazzetta Ufficiale della Repubblica Italiana - Serie Generale n. 156 del 7 luglio 2010.

### Nomina del primo Consiglio direttivo
Con l'articolo 3 del decreto-legge 8 luglio 2010, n. 105 pubblicato sulla Gazzetta Ufficiale della Repubblica Italiana - Serie Generale n. 158 del 9 luglio 2010, entrato in vigore il 10 luglio 2010 e convertito, con modificazioni, dalla legge 13 agosto 2010, n. 129 pubblicata sulla Gazzetta Ufficiale della Repubblica Italiana - Serie Generale n. 192 del 18 agosto 2010 ed entrata in vigore il 19 agosto 2010 sono stati modificati i criteri di nomina dei primi componenti del Consiglio direttivo, eliminando alcune incompatibilità (tra le quali quella tra presidente e carica parlamentare).
In qualità di primo presidente dell'Agenzia è stato designato Umberto Veronesi, oncologo e senatore del Partito Democratico.
Lo avrebbero affiancato per sette anni Maurizio Cumo e Marco Enrico Ricotti per il Ministero dello sviluppo economico, e Stefano Dambruoso e Stefano Laporta per il Ministero dell'Ambiente.
La procedura complessiva di nomina del Consiglio direttivo dell'Agenzia per la sicurezza nucleare è disciplinata dal comma 8 sempre dell'articolo 29 della legge 23 luglio 2009, n. 99 e prevede che i componenti del Consiglio direttivo siano nominati con decreto del presidente della Repubblica su proposta del presidente del Consiglio dei ministri e previa deliberazione dello stesso Consiglio dei ministri.
Il presidente del Consiglio dei ministri designa il presidente, due membri sono designati dal Ministero dell'Ambiente e della Tutela del Territorio e del Mare e due dal Ministero dello sviluppo economico.
Prima della delibera del Consiglio dei ministri, saranno le competenti Commissioni parlamentari a doversi esprimere con un parere, procedendo eventualmente all'audizione delle persone individuate.
Questo compito è stato svolto dal Senato della Repubblica il 18 novembre 2010 dando il via libera a tutti e cinque gli esponenti proposti in prima istanza dal Governo Berlusconi IV il 5 novembre 2010 mentre la Camera dei deputati il 2 dicembre 2010 ha bocciato la candidatura di Michele Corradino e confermato le restanti quattro.
La provvisoria mancanza del quinto componente del Consiglio direttivo non inficiava in ogni caso il lavoro dell'Agenzia in quanto, ai sensi del comma 9 del più volte succitato articolo 29 della legge 23 luglio 2009, n. 99, per la validità delle riunioni e delle deliberazioni è richiesta la presenza del presidente e di almeno due membri.
In ogni caso l'esecutivo ha provveduto l'11 gennaio 2011 a nominare il nuovo quinto componente (nella persona di Stefano Laporta), il quale, dopo aver incassato il parere positivo delle Commissioni riunite Industria e Ambiente del Senato della Repubblica il 19 gennaio 2011, ha ottenuto il via libera definitivo da quelle analoghe della Camera dei deputati (Attività produttive e Ambiente) nella giornata del 26 gennaio 2011.
Due giorni dopo si è avuta la deliberazione finale del Consiglio dei ministri sui cinque nominativi, a cui l'11 febbraio 2011 ha fatto seguito il relativo decreto del presidente della Repubblica, registrato poi alla Corte dei conti il 15 aprile 2011.
Con detta registrazione, si è ufficialmente costituita l'Agenzia per la sicurezza nucleare (come da comunicato della Presidenza del Consiglio dei ministri pubblicato sulla Gazzetta Ufficiale della Repubblica Italiana - Serie Generale n. 124 del 30 maggio 2011).
Il 5 settembre 2011 Umberto Veronesi ha comunicato di aver rassegnato le dimissioni da presidente dell'Agenzia.

### Regolamento interno, sede, compensi, risorse di personale e Collegio dei revisori dei conti
Ai sensi del comma 16 del già citato articolo 29 della legge 23 luglio 2009, n. 99 e tramite decreto del presidente del Consiglio dei ministri, verrà deliberato il regolamento che definisce l'organizzazione e il funzionamento interni dell'Agenzia mentre in ottemperanza al comma 11 del predetto articolo, la sede dell'Agenzia per la sicurezza nucleare e i compensi spettanti ai componenti della stessa verranno stabiliti con un ulteriore decreto del presidente del Consiglio dei ministri.
In base al comma 17 invece, le risorse di personale saranno individuate trasferendo con decreto del Ministero dell'ambiente e della tutela del territorio e del mare un massimo di 50 unità dall'organico del Dipartimento nucleare, rischio tecnologico e industriale dell'ISPRA e trasferendo con decreto del Ministero dello sviluppo economico sempre un massimo di 50 unità dall'organico dell'ENEA e di sue società partecipate.
Il Collegio dei revisori dei conti verrà infine designato dal Ministero dell'Economia e delle Finanze.

### Primi adempimenti attesi
I primi adempimenti che avrebbe dovuto espletare l'Agenzia una volta diventata pienamente operativa sarebbero stati la nomina del direttore generale (indicato all'unanimità dai componenti del Consiglio direttivo e in carica per cinque anni, eventualmente rinnovabili una sola volta), l'approvazione del piano triennale di attività (da trasmettere a Governo e Parlamento e da declinare successivamente in obiettivi annuali) e la definizione della regolamentazione tecnica (ossia delle procedure e degli standard tecnici a cui gli operatori dovranno attenersi in fase di progettazione, costruzione e decommissioning).

## Nuovi compiti di vigilanza e controllo
L'Agenzia aveva ricevuto, a fine 2011, nuovi compiti di vigilanza e controllo attraverso l'art. 2 del D.Lgs. n.185/2011:
Il decreto predeva anche che l'Agenzia curasse la pubblicazione su internet dei risultati della propria attività ispettiva e di ogni altra informazione utile al pubblico.
Oltre ai nuovi compiti, restava attribuo all'Agenzia il decommissioning, attraverso :
- smantellamento totale, rimozione e decontaminazione delle quattro vecchie centrali nucleari italiane ex-Enel, cioè quelle di Trino Vercellese (Vercelli), di Caorso (Piacenza), di Latina e del Garigliano (Caserta);
- smantellamento degli impianti del ciclo del combustibile ex-Enea, e cioè l'EUREX di Saluggia (Vercelli), le FN-Fabbricazioni Nucleari di Bosco Marengo (Alessandria), l'OPEC in Casaccia (Roma), il Plutonio in Casaccia (Roma) e l'ITREC in Trisaia - Rotondella (Matera).
- realizzazione di un parco tecnologico ed identificazione di un deposito per i rifiuti radioattivi.

## Abolizione dell'Agenzia
Caduto il governo Berlusconi IV nell'autunno 2011, la manovra economica del governo Monti (D.L. n. 201/2011 art.21, comma 13) ha previsto l'abolizione dell'Agenzia in quanto struttura amministrativa non essenziale. L'abolizione fa seguito alla conferma della volontà popolare attraverso il referendum del 2011 e alle dimissioni del presidente Umberto Veronesi.
La decorrenza parte dalla data di entrata in vigore del decreto e implica la decadenza dei relativi organi. Le risorse strumentali e finanziarie sono trasferite con appositi decreti entro 90 giorni. Secondo la tabella allegata l'amministrazione interessata è il ministero dello Sviluppo economico; l'ente incorporante è sempre lo stesso dicastero, insieme col ministero dell'Ambiente.
Resta in capo alla Sogin (Società di gestione impianti nucleari) la bonifica ambientale degli impianti nucleari italiani e della gestione e messa in sicurezza dei rifiuti radioattivi, col compito di localizzare, realizzare e gestire il Parco Tecnologico, comprensivo del Deposito Nazionale dei rifiuti radioattivi.